# Велин Кефалов
Велин Дончев Кефалов  е български футболист и треньор. Роден е на 18 септември 1968 г. в гр. Казанлък. Като футболист е играл на поста защитник за отборите на: ФК Розова Долина (Казанлък) (1985 – 1992 г.), Етър (Велико Търново) (1992 – 1997 г.), Ворскла (Полтава) (1997 – 1998 г.), Етър (Велико Търново) (1998 – 1999 г.), ФК Спартак Плевен (Плевен) (1999 – 2000 г.), Етър (Велико Търново) (2000 – 2001 г.)
В А група има 125 мача и 32 гола. Бронзов медалист на Украйна с отбора на ФК Ворскла (Полтава) (1997 г.), общо изиграни мача за този отбор: 18. Носител на купата на Професионалната футболна лига с Етър (Велико Търново) (1995 г.). Полуфиналист за купата на страната с Етър (Велико Търново) (1993 г.).
Треньор в Етър (Велико Търново) (2003 – 2007 г.), Директор спортна дейност в Детска юношеска школа на Етър (Велико Търново) (2007 – 2009 г.). 
Треньор в ПФК Литекс (Ловеч) (2009 – 2010 г.). Става шампион на България с Литекс (Ловеч) през 2010 г.. 
През 2010 г. отново заема позицията на треньор в Етър (Велико Търново) (2010  – 2011 г.) с помощник-треньор Сашо Димов  и треньор на вратарите Калоян Чакъров. Спечелил приза „Треньор на годината“ за 2011 г. с отбора на Етър (Велико Търново).

## Статистика по сезони
Година ---- Отбор ------- Група ----------- Мачове/Голове
- 1985 – 1992 г. Розова Долина (Казанлък) Б 200/12
- 1992 – 1996 г.	Етър (Велико Търново) А 115/29
- 1997 – 1998 г.	Ворскла (Полтава) „Украинска висша лига“ 18/0
- 1998 – 1999 г.	Етър (Велико Търново) А 10/3
- 1999 – 2000 г.	Спартак (Плевен) Б 20/0
- 2000 – 2001 г.	Етър (Велико Търново) Б 14/2